# 宗立成
宗立成（1956年—），汉族，中华人民共和国政治人物、第十一届全国政协委员。
加入中国民主建国会，担任山东省工商联副主席、山东青州尧王集团公司总经理。2008年，当选第十一届全国政协委员，代表经济界，分入第三十五组。